# Saint-Victor-de-Réno
Pour les articles homonymes, voir Saint-Victor.
Saint-Victor-de-Réno est une ancienne commune française, située dans le département de l'Orne en région Normandie, devenue le 1er janvier 2016 une commune déléguée au sein de la commune nouvelle de Longny les Villages.
Elle est peuplée de 168 habitants.

## Géographie
La commune est au cœur du Perche ornais. Son bourg est à 7 km au sud-ouest de Longny-au-Perche, à 12 km au sud de Tourouvre, à 13 km au nord-ouest de Rémalard et à 14 km à l'est de Mortagne-au-Perche.
Le point culminant (239 m) se situe en limite ouest, au carrefour de la Frette, en forêt de Réno-Valdieu. Le point le plus bas (136 m) correspond à la sortie de la Commeauche du territoire, au sud. La commune est mi-forestière (ouest) et mi-bocagère (est).
| Feings                                                | Feings, Longny-au-Perche (comm. nouv. de Longny les Villages) | Longny-au-Perche (comm. nouv. de Longny les Villages)   |
| Saint-Mard-de-Réno, La Chapelle-Montligeon            | Saint-Victor-de-Réno                                          | Monceaux-au-Perche (comm. nouv. de Longny les Villages) |
| Maison-Maugis (comm. nouv. de Cour-Maugis sur Huisne) | Maison-Maugis (comm. nouv. de Cour-Maugis sur Huisne)         | Boissy-Maugis (comm. nouv. de Cour-Maugis sur Huisne)   |

## Toponymie
Le nom de la localité est attesté sous les formes villa Sancti Victoris en 1170 et Sanctus Victorius en 1373. 
La paroisse était en fait dédiée à Victeur, appelé également Victor, évêque du Mans au Ve siècle[réf. à confirmer]. 
La forêt de Réno occupe toute la partie ouest du territoire.
Le gentilé est Saint-Victorien.

## Histoire
Le 1er janvier 2016, Saint-Victor-de-Réno intègre avec sept autres communes la commune de Longny les Villages créée sous le régime juridique des communes nouvelles instauré par la loi no 2010-1563 du 16 décembre 2010 de réforme des collectivités territoriales. Les communes de La Lande-sur-Eure, Longny-au-Perche, Malétable, Marchainville, Monceaux-au-Perche, Moulicent, Neuilly-sur-Eure et Saint-Victor-de-Réno deviennent des communes déléguées et Longny-au-Perche est le chef-lieu de la commune nouvelle.

## Politique et administration
| Période                                  | Période       | Identité                | Étiquette | Qualité              |
| ---------------------------------------- | ------------- | ----------------------- | --------- | -------------------- |
| 1966                                     | mars 2001     | Roger Cirou             |           |                      |
| mars 2001                                | mars 2014     | Martine Cirou           | SE        | Bru du précédent     |
| mars 2014                                | décembre 2015 | Frédérique Royer-Berger | SE        | Exploitante agricole |
| Les données manquantes sont à compléter. |               |                         |           |                      |

Le conseil municipal était composé de onze membres dont le maire et un adjoint. Ces conseillers intègrent au complet le conseil municipal de Longny les Villages le 1er janvier 2016 jusqu'en 2020 et Frédérique Royer-Berger devient maire déléguée.

## Démographie
En 2021, la commune comptait 168 habitants. Depuis 2004, les enquêtes de recensement dans les communes de moins de 10 000 habitants ont lieu tous les cinq ans (en 2004, 2009, 2014, etc. pour Saint-Victor-de-Réno) et les chiffres de population municipale légale des autres années sont des estimations.
Au premier recensement républicain, en 1793, Saint-Victor-de-Réno comptait 1 436 habitants, population jamais atteinte depuis.
| 1793  | 1800  | 1806  | 1821  | 1836  | 1841  | 1846  | 1851  | 1856 |
| ----- | ----- | ----- | ----- | ----- | ----- | ----- | ----- | ---- |
| 1 436 | 1 059 | 1 231 | 1 282 | 1 259 | 1 175 | 1 134 | 1 057 | 988  |

| 1861 | 1866 | 1872 | 1876 | 1881 | 1886 | 1891 | 1896 | 1901 |
| ---- | ---- | ---- | ---- | ---- | ---- | ---- | ---- | ---- |
| 920  | 853  | 766  | 717  | 641  | 619  | 563  | 506  | 502  |

| 1906 | 1911 | 1921 | 1926 | 1931 | 1936 | 1946 | 1954 | 1962 |
| ---- | ---- | ---- | ---- | ---- | ---- | ---- | ---- | ---- |
| 512  | 415  | 316  | 299  | 310  | 354  | 320  | 285  | 273  |

| 1968 | 1975 | 1982 | 1990 | 1999 | 2004 | 2009 | 2014 | 2019 |
| ---- | ---- | ---- | ---- | ---- | ---- | ---- | ---- | ---- |
| 242  | 217  | 225  | 218  | 237  | 205  | 207  | 174  | 169  |

## Lieux et monuments
- Église Saint-Victor abritant une Vierge à l'Enfant du XIVe siècle et un retable du XVIIe classés à titre d'objets aux Monuments historiques[12],[13].
- Chapelle de l'ancien prieuré de la Madeleine inscrite aux Monuments historiques[14].

## Activité, label et manifestations
La commune est une ville fleurie (trois fleurs) au concours des villes et villages fleuris.

## Personnalités liées à la commune
- Armand-Louis de Sérent (1736-1822), militaire et homme politique des XVIIIe et XIXe siècles, portait le titre de seigneur de la Frette, domaine situé sur la commune.